# Catedral de Sevilha
A Catedral de Sevilha, também conhecida como Catedral de Santa Maria da Sé (em castelhano:  Catedral de Santa María de la Sede) e chamada oficialmente Santa, Metropolitana e Patriarcal Igreja Catedral de Santa Maria da Sé e da Assunção de Sevilha (em castelhano:  Santa, Metropolitana y Patriarcal Iglesia Catedral de Santa María de la Sede y de la Asunción de Sevilla), é a maior catedral de Espanha, a segunda maior do mundo, atrás apenas da Catedral Basílica de Nossa Senhora Aparecida, no Brasil, e a maior catedral gótica do mundo, com 126 m de comprimento, 76 m de largura, 42 m de altura e 11 520 metros quadrados de área total.
É a sé da Arquidiocese de Sevilha e foi declarada Património da Humanidade pela UNESCO em 1987, integrando no sítio Catedral, Alcázar e Arquivo das Índias de Sevilha.

## História
Segundo a tradição, a construção começou em 1401, embora não haja registos documentais do começo dos trabalhos até 1433. Foi edificada no local que ficou livre após a demolição da antiga Grande Mesquita de Sevilha. Em 2008 foi encontrado o plano mais antigo que se conhece da Catedral de Sevilha no Mosteiro de Bidaurreta, em Oñati Guipúscoa, o qual foi data de cerca de 1490. Este plano, uma vez estudado, contribuiu com importantes dados sobre a construção do edifício.
Um dos seus primeiros mestres-de-obras foi Carles Galtés de Ruan, procedente da Normandia (França), que trabalhara previamente em outras grandes catedrais góticas europeias e poderá ter chegado à Espanha fugindo da Guerra dos Cem Anos. Em 10 de outubro de 1506 foi colocada a pedra postreira (última pedra) na parte mais alta do zimbório, com o que simbolicamente a catedral ficava finalizada, embora na realidade continuassem os trabalhos ininterruptamente durante séculos, tanto para a decoração interior, como para acrescentar novas dependências ou consolidar e restaurar os estragos do passar do tempo, ou circunstâncias extraordinárias, como o sismo de Lisboa de 1755, que apenas produziu danos menores apesar da sua intensidade. Nestas obras intervieram os arquitetos Diego de Riaño, Martín de Gainza e Asensio de Maeda. Também nesta etapa Hernán Ruiz edificou o último corpo da Giralda a torre de 105 m de altura, que era o minarete da antiga mesquita. A catedral e as suas dependências ficaram terminadas em 1593.
O Cabido Metropolitano mantém a liturgia diária e a celebração das festividades do Corpus Christi, a Imaculada e a Virgem dos Reis. Neste templo encontra-se o corpo do famoso navegante Cristóvão Colombo e o do rei Fernando III de Castela (1199–1252), canonizado em 1671 como São Fernando, sendo papa Clemente X.
A última obra de importância realizada aconteceu em 2008 e consistiu na substituição de 576 silhares que moldavam um dos grandiosos pilares que sustentam o templo, por novos blocos de pedra de características similares mas com maior resistência. Este trabalho foi possível graças ao emprego de novos sistemas tecnológicos que demonstraram que o edifício sofria diariamente umas oscilações de 2 cm como consequência da dilatação dos seus materiais.
A catedral faz parte do enredo do livro de Dan Brown, Origem.

## Sepultados na catedral
| - Cristóvão Colombo - Fernando Colombo - Fernando III de Castela |  | - Beatriz da Suábia - Afonso X de Castela |  | - Pedro I de Castela - Maria de Padilla |